# Badischer 133c
In die Gruppe 133c reihte die Großherzoglich Badische Staatseisenbahn, abgekürzt BadStB, zwischen 1902 und 1905 einen Dampftriebwagen mit Serpollet-Kessel ein.

## Geschichte
Alternativ zum Einsatz der kleinen zweiachsigen Lokomotiven der Gattung Id bei kurzen Zügen bot sich zur Jahrhundertwende auch der Einsatz von Dampftriebwagen an.
1902 orderte man deshalb bei der Maschinenfabrik Esslingen einen Dampftriebwagen, mit dem damals auch als Automobilantrieb gebräuchlichen Kessel System Serpollet. Da der mit Kohle beheizte Serpollet-Kessel im Gegensatz zum Automobil und Nutzfahrzeug-Verkehr und dem Straßenbahn-Verkehr im Vollbahn-Schienenverkehr nicht überzeugte, wurde der Triebwagen bereits ab 1905 als Bahndienstwagen verwendet.

## Konstruktive Merkmale
Der Kessel System Serpollet bestand aus mehreren Rohrstücken mit einem sichelförmigen Querschnitt. Aufgrund der Konstruktion wurde nur so viel Wasser zugeleitet, wie gleichzeitig Dampf benötigt wurde. Der Kessel war für einen Druck von 25 bar ausgelegt.
Der Triebwagen selber war weitgehend wie ein Personenwagen konstruiert. Auf dem Rahmen des Fahrzeugs wurde der hölzerne Aufbau errichtet. Der Zugang zum Abteil erfolgte über eine Endbühne, während sich auf der anderen Seite der Kessel und der Führerstand befanden.